# Парупс, Арвидс
А́рвидс Па́рупс (латыш. Arvīds Pārups; 31 августа 1890, Аурская волость — 21 ноября 1946) — латвийский дирижёр.

## Биография
Учился в Рижской музыкальной школе, которую возглавлял Павел Юрьянс, в 1912 г. поступил в оркестр основанной Юрьяном оперной труппы, играл на скрипке и альте. С началом Первой мировой войны перебрался в Саратов, работал в Саратовской консерватории, в 1918—1920 гг. играл в оркестре Саратовской оперы. В 1921 году вернулся в Латвию. Работал вокальным педагогом и хоровым дирижёром, в 1922 году участвовал в создании оперной труппы и народной консерватории в Лиепае.
С организацией в Риге в 1925 году постоянного радиовещания стал первым диктором Рижского радио. В 1926 году организовал и возглавил Симфонический оркестр Радио — коллектив, развившийся в дальнейшем в Латвийский национальный симфонический оркестр. В 1928 году уступил руководство коллективом Янису Медыньшу, оставшись дирижёром оркестра. Руководил, среди прочего, программой летних концертов в Юрмале, в 1935 году стал инициатором строительства нового концертного зала в Дзинтари.
Кавалер Ордена Трёх звёзд IV степени (1935).